# Tour de l'Algarve 2018
Le Tour de l'Algarve 2018 (officiellement nommé Volta ao Algarve 2018) est la 44e édition de cette course cycliste par étapes masculine. Il a lieu dans l'Algarve, au sud du Portugal, du 14 au 18 février 2018. Il se déroule en cinq étapes entre Albufeira et l'Alto do Malhão sur un parcours de 773,4 km et fait partie du calendrier UCI Europe Tour 2018 en catégorie 2.HC.

## Présentation
Le Tour de l'Algarve est organisé par la Fédération portugaise de cyclisme.

### Parcours
Le Tour de l'Algarve est tracé sur cinq étapes pour une distance totale de 773,4 kilomètres, divisée en deux étapes de montagne, deux étapes plates et un contre-la-montre individuel,.
Le parcours est semblable à celui de l'édition 2017. La première étape, entre les villes côtières de Lagos et Albufeira, est favorable au sprinteurs. La deuxième étape part de Sagres, passe par quatre côtes référencées pour arriver au mont Fóia, point culminant de la serra de Monchique et de l'Algarve, et premier test important pour les favoris de la course. Le troisième jour consiste en un contre-la-montre de 20,3 kilomètres dont le départ et l'arrivée sont situés à Lagoa. La quatrième étape, entre Almodôvar et Tavira, est la deuxième occasion de s'illustrer pour les sprinteurs. Enfin, la dernière étape et son arrivée à l'Alto de Malhão peut s'avérer décisive pour le classement général. Le départ est donné à Faro, capitale régionale, et l'Alto de Malhão est gravi deux fois.

### Équipes
Classé en catégorie 2.HC de l'UCI Europe Tour, le Tour de l'Algarve est par conséquent ouvert aux WorldTeams dans la limite de 70 % des équipes participantes, aux équipes continentales professionnelles, aux équipes continentales portugaise, aux équipes continentales étrangères dans la limite de deux, et à une équipe nationale portugaise.
Vingt-cinq équipes participent à ce Tour de l'Algarve - 13 WorldTeams, 3 équipes continentales professionnelles et 9 équipes continentales, formant un peloton de 173 coureurs, :
| WorldTeams (13)- BMC Racing Team - Bora-Hansgrohe - Lotto Soudal - Lotto NL-Jumbo - Quick-Step Floors - Dimension Data - Katusha-Alpecin - Team Sunweb - UAE Team Emirates - FDJ - Trek-Segafredo - Sky - Movistar Team Équipes continentales professionnelles (3)- Cofidis, Solutions Crédits - Wanty-Groupe Gobert - Caja Rural-Seguros RGA Équipes continentales (9)- Efapel - LA Alumínios-Metalusa - Liberty Seguros-Carglass - Miranda-Mortágua - Aviludo-Louletano - RP-Boavista - Vito-Feirense-BlackJack - Sporting-Tavira - W52-FC Porto |
| |

### Favoris
L'équipe Sky se présente avec un effectif fort de deux anciens vainqueurs du Tour de l'Algarve : Geraint Thomas (2015 et 2016) et Michał Kwiatkowski (2014). L'équipe BMC aligne deux leaders : Richie Porte, vainqueur de la course en 2012, et Tejay van Garderen. Louis Meintjes (Dimension Data), Bauke Mollema (Trek-Segafredo), Bob Jungels (Quick-Step Floors), Daniel Martin (UAE Team Emirates) sont également présentés comme des favoris de la course. Tony Martin (Katusha-Alpecin) est, comme Geraint Thomas, en lice pour une troisième victoire,.
Arnaud Démare (FDJ), Jürgen Roelandts (BMC Racing), Edvald Boasson Hagen (Dimension Data), Dylan Groenewegen (LottoNl-Jumbo), John Degenkolb (Trek-Segafredo), Ben Swift (UAE Team Emirates) sont les principaux sprinteurs présents.
Autre participant de renom, Philippe Gilbert reçoit de la part des organisateurs le « Prix Prestige » (Prémio Prestígio) au départ de la course. Tony Martin, Tom Boonen, Alberto Contador, Fabian Cancellara ont reçu ce prix lors des éditions précédentes.

## Étapes
La première étape est remportée au sprint par Dylan Groenewegen (LottoNl-Jumbo), devant Arnaud Démare (FDJ) et Hugo Hofstetter (Cofidis).
| Étape     | Date    | Villes étapes         | type                        | Distance (km) | Vainqueur d'étape  | Leader du classement général |
| --------- | ------- | --------------------- | --------------------------- | ------------- | ------------------ | ---------------------------- |
| 1re étape | 14 fév. | Albufeira – Lagos     | étape de plaine             | 192,6         | Dylan Groenewegen  | Dylan Groenewegen            |
| 2e étape  | 15 fév. | Sagres – Alto da Fóia | étape de montagne           | 187,9         | Michał Kwiatkowski | Geraint Thomas               |
| 3e étape  | 16 fév. | Lagoa – Lagoa         | contre-la-montre individuel | 20,3          | Geraint Thomas     | Geraint Thomas               |
| 4e étape  | 17 fév. | Almodôvar – Tavira    | étape de plaine             | 199,2         | Dylan Groenewegen  | Geraint Thomas               |
| 5e étape  | 18 fév. | Faro – Alto do Malhão | étape de moyenne montagne   | 173,5         | Michał Kwiatkowski | Michał Kwiatkowski           |

## Déroulement de la course

### 1reétape
| Classement | Classement        | Classement | Classement                  | Classement         |
|            | Coureur           | Pays       | Équipe                      | Temps              |
| ---------- | ----------------- | ---------- | --------------------------- | ------------------ |
| 1er        | Dylan Groenewegen | Pays-Bas   | Lotto NL-Jumbo              | en 4 h 47 min 58 s |
| 2e         | Arnaud Démare     | France     | FDJ                         | + 0 s              |
| 3e         | Hugo Hofstetter   | France     | Cofidis                     | + 0 s              |
| 4e         | Timothy Dupont    | Belgique   | Wanty-Groupe Gobert         | + 0 s              |
| 5e         | Jürgen Roelandts  | Belgique   | BMC Racing                  | + 0 s              |
| 6e         | John Degenkolb    | Allemagne  | Trek-Segafredo              | + 0 s              |
| 7e         | Jens Keukeleire   | Belgique   | Lotto-Soudal                | + 0 s              |
| 8e         | Matteo Pelucchi   | Italie     | Bora-Hansgrohe              | + 0 s              |
| 9e         | Yves Lampaert     | Belgique   | Quick-Step Floors           | + 0 s              |
| 10e        | Luís Mendonça     | Portugal   | Louletano-Hospital de Loulé | + 0 s              |
| modifier   |                   |            |                             |                    |

| \| Classement général \| Classement général \| Classement général \| Classement général \| Classement général \| \| Coureur \| Coureur \| Pays \| Équipe \| Temps \| \| ------------------ \| ------------------ \| ------------------ \| -------------------------- \| ------------------ \| \| 1er \| Dylan Groenewegen \| Pays-Bas \| LottoNL-Jumbo \| 4 h 47 min 58 s \| \| 2e \| Arnaud Démare \| France \| FDJ \| + 0 s \| \| 3e \| Hugo Hofstetter \| France \| Cofidis, Solutions Crédits \| + 0 s \| \| 4e \| Timothy Dupont \| Belgique \| Wanty-Groupe Gobert \| + 0 s \| \| 5e \| Jürgen Roelandts \| Belgique \| BMC Racing Team \| + 0 s \| \| 6e \| John Degenkolb \| Allemagne \| Trek-Segafredo \| + 0 s \| \| 7e \| Jens Keukeleire \| Belgique \| Lotto-Soudal \| + 0 s \| \| 8e \| Matteo Pelucchi \| Italie \| Bora-Hansgrohe \| + 0 s \| \| 9e \| Yves Lampaert \| Belgique \| Quick-Step Floors \| + 0 s \| \| 10e \| Luís Mendonça \| Portugal \| Aviludo-Louletano-Uli \| + 0 s \| |                   |           |                            |                 |
| |                   |           |                            |                 |
| |                   |           |                            |                 |
| Classement général |                   |           |                            |                 |
| Coureur | Coureur           | Pays      | Équipe                     | Temps           |
| 1er | Dylan Groenewegen | Pays-Bas  | LottoNL-Jumbo              | 4 h 47 min 58 s |
| 2e | Arnaud Démare     | France    | FDJ                        | + 0 s           |
| 3e | Hugo Hofstetter   | France    | Cofidis, Solutions Crédits | + 0 s           |
| 4e | Timothy Dupont    | Belgique  | Wanty-Groupe Gobert        | + 0 s           |
| 5e | Jürgen Roelandts  | Belgique  | BMC Racing Team            | + 0 s           |
| 6e | John Degenkolb    | Allemagne | Trek-Segafredo             | + 0 s           |
| 7e | Jens Keukeleire   | Belgique  | Lotto-Soudal               | + 0 s           |
| 8e | Matteo Pelucchi   | Italie    | Bora-Hansgrohe             | + 0 s           |
| 9e | Yves Lampaert     | Belgique  | Quick-Step Floors          | + 0 s           |
| 10e | Luís Mendonça     | Portugal  | Aviludo-Louletano-Uli      | + 0 s           |

### 2eétape
| Classement | Classement               | Classement  | Classement                  | Classement         |
|            | Coureur                  | Pays        | Équipe                      | Temps              |
| ---------- | ------------------------ | ----------- | --------------------------- | ------------------ |
| 1er        | Michał Kwiatkowski       | Pologne     | Sky                         | en 4 h 49 min 51 s |
| 2e         | Bauke Mollema            | Pays-Bas    | Trek-Segafredo              | + 0 s              |
| 3e         | Geraint Thomas           | Royaume-Uni | Sky                         | + 0 s              |
| 4e         | Daniel Martin            | Irlande     | UAE Emirates                | + 0 s              |
| 5e         | Jaime Rosón              | Espagne     | Movistar                    | + 0 s              |
| 6e         | Patrick Konrad           | Autriche    | Bora-Hansgrohe              | + 3 s              |
| 7e         | Bob Jungels              | Luxembourg  | Quick-Step Floors           | + 3 s              |
| 8e         | Pieter Serry             | Belgique    | Quick-Step Floors           | + 3 s              |
| 9e         | Vicente García de Mateos | Espagne     | Louletano-Hospital de Loulé | + 3 s              |
| 10e        | Richie Porte             | Australie   | BMC Racing                  | + 3 s              |
| modifier   |                          |             |                             |                    |

| \| Classement général \| Classement général \| Classement général \| Classement général \| Classement général \| \| Coureur \| Coureur \| Pays \| Équipe \| Temps \| \| ------------------ \| ------------------------ \| ------------------ \| --------------------- \| ------------------ \| \| 1er \| Geraint Thomas \| Royaume-Uni \| Team Sky \| 9 h 37 min 49 s \| \| 2e \| Jaime Rosón \| Espagne \| Movistar Team \| + 0 s \| \| 3e \| Michał Kwiatkowski \| Pologne \| Team Sky \| + 0 s \| \| 4e \| Dan Martin \| Irlande \| UAE Team Emirates \| + 0 s \| \| 5e \| Bauke Mollema \| Pays-Bas \| Trek-Segafredo \| + 0 s \| \| 6e \| Patrick Konrad \| Autriche \| Bora-Hansgrohe \| + 3 s \| \| 7e \| Bob Jungels \| Luxembourg \| Quick-Step Floors \| + 3 s \| \| 8e \| Pieter Serry \| Belgique \| Quick-Step Floors \| + 3 s \| \| 9e \| Vicente García de Mateos \| Espagne \| Aviludo-Louletano-Uli \| + 3 s \| \| 10e \| Louis Meintjes \| Afrique du Sud \| Dimension Data \| + 3 s \| |                          |                |                       |                 |
| |                          |                |                       |                 |
| |                          |                |                       |                 |
| Classement général |                          |                |                       |                 |
| Coureur | Coureur                  | Pays           | Équipe                | Temps           |
| 1er | Geraint Thomas           | Royaume-Uni    | Team Sky              | 9 h 37 min 49 s |
| 2e | Jaime Rosón              | Espagne        | Movistar Team         | + 0 s           |
| 3e | Michał Kwiatkowski       | Pologne        | Team Sky              | + 0 s           |
| 4e | Dan Martin               | Irlande        | UAE Team Emirates     | + 0 s           |
| 5e | Bauke Mollema            | Pays-Bas       | Trek-Segafredo        | + 0 s           |
| 6e | Patrick Konrad           | Autriche       | Bora-Hansgrohe        | + 3 s           |
| 7e | Bob Jungels              | Luxembourg     | Quick-Step Floors     | + 3 s           |
| 8e | Pieter Serry             | Belgique       | Quick-Step Floors     | + 3 s           |
| 9e | Vicente García de Mateos | Espagne        | Aviludo-Louletano-Uli | + 3 s           |
| 10e | Louis Meintjes           | Afrique du Sud | Dimension Data        | + 3 s           |

### 3eétape
| \| Classement de l'étape \| Classement de l'étape \| Classement de l'étape \| Classement de l'étape \| Classement de l'étape \| \| Coureur \| Coureur \| Pays \| Équipe \| Temps \| \| --------------------- \| --------------------- \| --------------------- \| --------------------- \| --------------------- \| \| 1er \| Geraint Thomas \| Royaume-Uni \| Team Sky \| 24 min 09 s \| \| 2e \| Victor Campenaerts \| Belgique \| Lotto-Soudal \| + 11 s \| \| 3e \| Stefan Küng \| Suisse \| BMC Racing Team \| + 19 s \| \| 4e \| Michał Kwiatkowski \| Pologne \| Team Sky \| + 22 s \| \| 5e \| Nélson Oliveira \| Portugal \| Movistar Team \| + 22 s \| \| 6e \| Tony Martin \| Allemagne \| Katusha-Alpecin \| + 27 s \| \| 7e \| Tejay van Garderen \| États-Unis \| BMC Racing Team \| + 47 s \| \| 8e \| Bob Jungels \| Luxembourg \| Quick-Step Floors \| + 49 s \| \| 9e \| Vasil Kiryienka \| Biélorussie \| Team Sky \| + 50 s \| \| 10e \| Łukasz Wiśniowski \| Pologne \| Team Sky \| + 51 s \| |                    |             |                   |             |
| |                    |             |                   |             |
| |                    |             |                   |             |
| Classement de l'étape |                    |             |                   |             |
| Coureur | Coureur            | Pays        | Équipe            | Temps       |
| 1er | Geraint Thomas     | Royaume-Uni | Team Sky          | 24 min 09 s |
| 2e | Victor Campenaerts | Belgique    | Lotto-Soudal      | + 11 s      |
| 3e | Stefan Küng        | Suisse      | BMC Racing Team   | + 19 s      |
| 4e | Michał Kwiatkowski | Pologne     | Team Sky          | + 22 s      |
| 5e | Nélson Oliveira    | Portugal    | Movistar Team     | + 22 s      |
| 6e | Tony Martin        | Allemagne   | Katusha-Alpecin   | + 27 s      |
| 7e | Tejay van Garderen | États-Unis  | BMC Racing Team   | + 47 s      |
| 8e | Bob Jungels        | Luxembourg  | Quick-Step Floors | + 49 s      |
| 9e | Vasil Kiryienka    | Biélorussie | Team Sky          | + 50 s      |
| 10e | Łukasz Wiśniowski  | Pologne     | Team Sky          | + 51 s      |

| \| Classement général \| Classement général \| Classement général \| Classement général \| Classement général \| \| Coureur \| Coureur \| Pays \| Équipe \| Temps \| \| ------------------ \| --------------------- \| ------------------ \| ------------------ \| ------------------ \| \| 1er \| Geraint Thomas \| Royaume-Uni \| Team Sky \| 10 h 01 min 58 s \| \| 2e \| Michał Kwiatkowski \| Pologne \| Team Sky \| + 22 s \| \| 3e \| Nélson Oliveira \| Portugal \| Movistar Team \| + 32 s \| \| 4e \| Bob Jungels \| Luxembourg \| Quick-Step Floors \| + 52 s \| \| 5e \| Tejay van Garderen \| États-Unis \| BMC Racing Team \| + 53 s \| \| 6e \| Bauke Mollema \| Pays-Bas \| Trek-Segafredo \| + 1 min 01 s \| \| 7e \| Jaime Rosón \| Espagne \| Movistar Team \| + 1 min 18 s \| \| 8e \| Maximilian Schachmann \| Allemagne \| Quick-Step Floors \| + 1 min 19 s \| \| 9e \| Felix Großschartner \| Autriche \| Bora-Hansgrohe \| + 1 min 20 s \| \| 10e \| Vasil Kiryienka \| Biélorussie \| Team Sky \| + 1 min 24 s \| |                       |             |                   |                  |
| |                       |             |                   |                  |
| |                       |             |                   |                  |
| Classement général |                       |             |                   |                  |
| Coureur | Coureur               | Pays        | Équipe            | Temps            |
| 1er | Geraint Thomas        | Royaume-Uni | Team Sky          | 10 h 01 min 58 s |
| 2e | Michał Kwiatkowski    | Pologne     | Team Sky          | + 22 s           |
| 3e | Nélson Oliveira       | Portugal    | Movistar Team     | + 32 s           |
| 4e | Bob Jungels           | Luxembourg  | Quick-Step Floors | + 52 s           |
| 5e | Tejay van Garderen    | États-Unis  | BMC Racing Team   | + 53 s           |
| 6e | Bauke Mollema         | Pays-Bas    | Trek-Segafredo    | + 1 min 01 s     |
| 7e | Jaime Rosón           | Espagne     | Movistar Team     | + 1 min 18 s     |
| 8e | Maximilian Schachmann | Allemagne   | Quick-Step Floors | + 1 min 19 s     |
| 9e | Felix Großschartner   | Autriche    | Bora-Hansgrohe    | + 1 min 20 s     |
| 10e | Vasil Kiryienka       | Biélorussie | Team Sky          | + 1 min 24 s     |

### 4eétape
| Classement | Classement         | Classement | Classement          | Classement         |
|            | Coureur            | Pays       | Équipe              | Temps              |
| ---------- | ------------------ | ---------- | ------------------- | ------------------ |
| 1er        | Dylan Groenewegen  | Pays-Bas   | Lotto NL-Jumbo      | en 4 h 33 min 49 s |
| 2e         | Matteo Pelucchi    | Italie     | Bora-Hansgrohe      | + 0 s              |
| 3e         | John Degenkolb     | Allemagne  | Trek-Segafredo      | + 0 s              |
| 4e         | Florian Sénéchal   | France     | Quick-Step Floors   | + 0 s              |
| 5e         | Jürgen Roelandts   | Belgique   | BMC Racing          | + 0 s              |
| 6e         | Timothy Dupont     | Belgique   | Wanty-Groupe Gobert | + 0 s              |
| 7e         | Hugo Hofstetter    | France     | Cofidis             | + 0 s              |
| 8e         | Jasper De Buyst    | Belgique   | Lotto-Soudal        | + 0 s              |
| 9e         | Loïc Vliegen       | Belgique   | BMC Racing          | + 0 s              |
| 10e        | Michał Kwiatkowski | Pologne    | Sky                 | + 0 s              |
| modifier   |                    |            |                     |                    |

| \| Classement général \| Classement général \| Classement général \| Classement général \| Classement général \| \| Coureur \| Coureur \| Pays \| Équipe \| Temps \| \| ------------------ \| --------------------- \| ------------------ \| ------------------ \| ------------------ \| \| 1er \| Geraint Thomas \| Royaume-Uni \| Team Sky \| 14 h 35 min 50 s \| \| 2e \| Michał Kwiatkowski \| Pologne \| Team Sky \| + 19 s \| \| 3e \| Nélson Oliveira \| Portugal \| Movistar Team \| + 32 s \| \| 4e \| Bob Jungels \| Luxembourg \| Quick-Step Floors \| + 52 s \| \| 5e \| Tejay van Garderen \| États-Unis \| BMC Racing Team \| + 53 s \| \| 6e \| Bauke Mollema \| Pays-Bas \| Trek-Segafredo \| + 1 min 01 s \| \| 7e \| Jaime Rosón \| Espagne \| Movistar Team \| + 1 min 18 s \| \| 8e \| Maximilian Schachmann \| Allemagne \| Quick-Step Floors \| + 1 min 19 s \| \| 9e \| Felix Großschartner \| Autriche \| Bora-Hansgrohe \| + 1 min 20 s \| \| 10e \| Vasil Kiryienka \| Biélorussie \| Team Sky \| + 1 min 24 s \| |                       |             |                   |                  |
| |                       |             |                   |                  |
| |                       |             |                   |                  |
| Classement général |                       |             |                   |                  |
| Coureur | Coureur               | Pays        | Équipe            | Temps            |
| 1er | Geraint Thomas        | Royaume-Uni | Team Sky          | 14 h 35 min 50 s |
| 2e | Michał Kwiatkowski    | Pologne     | Team Sky          | + 19 s           |
| 3e | Nélson Oliveira       | Portugal    | Movistar Team     | + 32 s           |
| 4e | Bob Jungels           | Luxembourg  | Quick-Step Floors | + 52 s           |
| 5e | Tejay van Garderen    | États-Unis  | BMC Racing Team   | + 53 s           |
| 6e | Bauke Mollema         | Pays-Bas    | Trek-Segafredo    | + 1 min 01 s     |
| 7e | Jaime Rosón           | Espagne     | Movistar Team     | + 1 min 18 s     |
| 8e | Maximilian Schachmann | Allemagne   | Quick-Step Floors | + 1 min 19 s     |
| 9e | Felix Großschartner   | Autriche    | Bora-Hansgrohe    | + 1 min 20 s     |
| 10e | Vasil Kiryienka       | Biélorussie | Team Sky          | + 1 min 24 s     |

### 5eétape
| \| Classement de l'étape \| Classement de l'étape \| Classement de l'étape \| Classement de l'étape \| Classement de l'étape \| \| Coureur \| Coureur \| Pays \| Équipe \| Temps \| \| --------------------- \| --------------------- \| --------------------- \| ---------------------- \| --------------------- \| \| 1er \| Michał Kwiatkowski \| Pologne \| Team Sky \| 4 h 18 min 02 s \| \| 2e \| Ruben Guerreiro \| Portugal \| Trek-Segafredo \| + 4 s \| \| 3e \| Serge Pauwels \| Belgique \| Dimension Data \| + 8 s \| \| 4e \| Stefan Küng \| Suisse \| BMC Racing Team \| + 13 s \| \| 5e \| Cesare Benedetti \| Italie \| Bora-Hansgrohe \| + 15 s \| \| 6e \| Dion Smith \| Nouvelle-Zélande \| Wanty-Groupe Gobert \| + 17 s \| \| 7e \| Simon Geschke \| Allemagne \| Team Sunweb \| + 17 s \| \| 8e \| Julen Amézqueta \| Espagne \| Caja Rural-Seguros RGA \| + 23 s \| \| 9e \| Ben Swift \| Royaume-Uni \| UAE Team Emirates \| + 29 s \| \| 10e \| Frederik Backaert \| Belgique \| Wanty-Groupe Gobert \| + 35 s \| |                    |                  |                        |                 |
| |                    |                  |                        |                 |
| |                    |                  |                        |                 |
| Classement de l'étape |                    |                  |                        |                 |
| Coureur | Coureur            | Pays             | Équipe                 | Temps           |
| 1er | Michał Kwiatkowski | Pologne          | Team Sky               | 4 h 18 min 02 s |
| 2e | Ruben Guerreiro    | Portugal         | Trek-Segafredo         | + 4 s           |
| 3e | Serge Pauwels      | Belgique         | Dimension Data         | + 8 s           |
| 4e | Stefan Küng        | Suisse           | BMC Racing Team        | + 13 s          |
| 5e | Cesare Benedetti   | Italie           | Bora-Hansgrohe         | + 15 s          |
| 6e | Dion Smith         | Nouvelle-Zélande | Wanty-Groupe Gobert    | + 17 s          |
| 7e | Simon Geschke      | Allemagne        | Team Sunweb            | + 17 s          |
| 8e | Julen Amézqueta    | Espagne          | Caja Rural-Seguros RGA | + 23 s          |
| 9e | Ben Swift          | Royaume-Uni      | UAE Team Emirates      | + 29 s          |
| 10e | Frederik Backaert  | Belgique         | Wanty-Groupe Gobert    | + 35 s          |

## Classements finals

### Classement général final
| \| Classement général \| Classement général \| Classement général \| Classement général \| Classement général \| \| Coureur \| Coureur \| Pays \| Équipe \| Temps \| \| ------------------ \| --------------------- \| ------------------ \| ------------------ \| ------------------ \| \| 1er \| Michał Kwiatkowski \| Pologne \| Team Sky \| 18 h 54 min 11 s \| \| 2e \| Geraint Thomas \| Royaume-Uni \| Team Sky \| + 1 min 31 s \| \| 3e \| Tejay van Garderen \| États-Unis \| BMC Racing Team \| + 2 min 16 s \| \| 4e \| Bauke Mollema \| Pays-Bas \| Trek-Segafredo \| + 2 min 22 s \| \| 5e \| Bob Jungels \| Luxembourg \| Quick-Step Floors \| + 2 min 33 s \| \| 6e \| Jaime Rosón \| Espagne \| Movistar Team \| + 2 min 49 s \| \| 7e \| Maximilian Schachmann \| Allemagne \| Quick-Step Floors \| + 2 min 50 s \| \| 8e \| Serge Pauwels \| Belgique \| Dimension Data \| + 2 min 50 s \| \| 9e \| Felix Großschartner \| Autriche \| Bora-Hansgrohe \| + 2 min 51 s \| \| 10e \| Nélson Oliveira \| Portugal \| Movistar Team \| + 2 min 54 s \| |                       |             |                   |                  |
| |                       |             |                   |                  |
| Source : ProCyclingStats |                       |             |                   |                  |
| Classement général |                       |             |                   |                  |
| Coureur | Coureur               | Pays        | Équipe            | Temps            |
| 1er | Michał Kwiatkowski    | Pologne     | Team Sky          | 18 h 54 min 11 s |
| 2e | Geraint Thomas        | Royaume-Uni | Team Sky          | + 1 min 31 s     |
| 3e | Tejay van Garderen    | États-Unis  | BMC Racing Team   | + 2 min 16 s     |
| 4e | Bauke Mollema         | Pays-Bas    | Trek-Segafredo    | + 2 min 22 s     |
| 5e | Bob Jungels           | Luxembourg  | Quick-Step Floors | + 2 min 33 s     |
| 6e | Jaime Rosón           | Espagne     | Movistar Team     | + 2 min 49 s     |
| 7e | Maximilian Schachmann | Allemagne   | Quick-Step Floors | + 2 min 50 s     |
| 8e | Serge Pauwels         | Belgique    | Dimension Data    | + 2 min 50 s     |
| 9e | Felix Großschartner   | Autriche    | Bora-Hansgrohe    | + 2 min 51 s     |
| 10e | Nélson Oliveira       | Portugal    | Movistar Team     | + 2 min 54 s     |

### Classements annexes
| Classement par points | Classement par points | Classement par points | Classement par points | Classement par points |
| Coureur               | Coureur               | Pays                  | Équipe                | Points                |
| --------------------- | --------------------- | --------------------- | --------------------- | --------------------- |
| 1er                   | Michał Kwiatkowski    | Pologne               | Team Sky              | 51 pts                |
| 2e                    | Dylan Groenewegen     | Pays-Bas              | LottoNL-Jumbo         | 50 pts                |
| 3e                    | John Degenkolb        | Allemagne             | Trek-Segafredo        | 24 pts                |
| 4e                    | Matteo Pelucchi       | Italie                | Bora-Hansgrohe        | 24 pts                |
| 5e                    | Timothy Dupont        | Belgique              | Wanty-Groupe Gobert   | 21 pts                |
| 6e                    | Bauke Mollema         | Pays-Bas              | Trek-Segafredo        | 20 pts                |
| 7e                    | Ruben Guerreiro       | Portugal              | Trek-Segafredo        | 20 pts                |
| 8e                    | Arnaud Démare         | France                | FDJ                   | 20 pts                |
| 9e                    | Jürgen Roelandts      | Belgique              | BMC Racing Team       | 20 pts                |
| 10e                   | Geraint Thomas        | Royaume-Uni           | Team Sky              | 16 pts                |

| Classement par points | Classement par points | Classement par points | Classement par points | Classement par points |
| Coureur               | Coureur               | Pays                  | Équipe                | Points                |
| --------------------- | --------------------- | --------------------- | --------------------- | --------------------- |
| 1er                   | Michał Kwiatkowski    | Pologne               | Team Sky              | 51 pts                |
| 2e                    | Dylan Groenewegen     | Pays-Bas              | LottoNL-Jumbo         | 50 pts                |
| 3e                    | John Degenkolb        | Allemagne             | Trek-Segafredo        | 24 pts                |
| 4e                    | Matteo Pelucchi       | Italie                | Bora-Hansgrohe        | 24 pts                |
| 5e                    | Timothy Dupont        | Belgique              | Wanty-Groupe Gobert   | 21 pts                |
| 6e                    | Bauke Mollema         | Pays-Bas              | Trek-Segafredo        | 20 pts                |
| 7e                    | Ruben Guerreiro       | Portugal              | Trek-Segafredo        | 20 pts                |
| 8e                    | Arnaud Démare         | France                | FDJ                   | 20 pts                |
| 9e                    | Jürgen Roelandts      | Belgique              | BMC Racing Team       | 20 pts                |
| 10e                   | Geraint Thomas        | Royaume-Uni           | Team Sky              | 16 pts                |

| Classement de la montagne | Classement de la montagne | Classement de la montagne | Classement de la montagne | Classement de la montagne |
| Coureur                   | Coureur                   | Pays                      | Équipe                    | Points                    |
| ------------------------- | ------------------------- | ------------------------- | ------------------------- | ------------------------- |
| 1er                       | Benjamin King             | États-Unis                | Dimension Data            | 21 pts                    |
| 2e                        | Michał Kwiatkowski        | Pologne                   | Team Sky                  | 19 pts                    |
| 3e                        | Lukas Pöstlberger         | Autriche                  | Bora-Hansgrohe            | 11 pts                    |
| 4e                        | João Rodrigues            | Portugal                  | W52-FC Porto              | 11 pts                    |
| 5e                        | Serge Pauwels             | Belgique                  | Dimension Data            | 11 pts                    |
| 6e                        | Ricardo Mestre            | Portugal                  | W52-FC Porto              | 9 pts                     |
| 7e                        | Bauke Mollema             | Pays-Bas                  | Trek-Segafredo            | 8 pts                     |
| 8e                        | Yves Lampaert             | Belgique                  | Quick-Step Floors         | 7 pts                     |
| 9e                        | Geraint Thomas            | Royaume-Uni               | Team Sky                  | 6 pts                     |
| 10e                       | Stefan Küng               | Suisse                    | BMC Racing Team           | 5 pts                     |

| Classement de la montagne | Classement de la montagne | Classement de la montagne | Classement de la montagne | Classement de la montagne |
| Coureur                   | Coureur                   | Pays                      | Équipe                    | Points                    |
| ------------------------- | ------------------------- | ------------------------- | ------------------------- | ------------------------- |
| 1er                       | Benjamin King             | États-Unis                | Dimension Data            | 21 pts                    |
| 2e                        | Michał Kwiatkowski        | Pologne                   | Team Sky                  | 19 pts                    |
| 3e                        | Lukas Pöstlberger         | Autriche                  | Bora-Hansgrohe            | 11 pts                    |
| 4e                        | João Rodrigues            | Portugal                  | W52-FC Porto              | 11 pts                    |
| 5e                        | Serge Pauwels             | Belgique                  | Dimension Data            | 11 pts                    |
| 6e                        | Ricardo Mestre            | Portugal                  | W52-FC Porto              | 9 pts                     |
| 7e                        | Bauke Mollema             | Pays-Bas                  | Trek-Segafredo            | 8 pts                     |
| 8e                        | Yves Lampaert             | Belgique                  | Quick-Step Floors         | 7 pts                     |
| 9e                        | Geraint Thomas            | Royaume-Uni               | Team Sky                  | 6 pts                     |
| 10e                       | Stefan Küng               | Suisse                    | BMC Racing Team           | 5 pts                     |

#### Classement du meilleur jeune
| Classement du meilleur jeune | Classement du meilleur jeune | Classement du meilleur jeune | Classement du meilleur jeune | Classement du meilleur jeune |
| Coureur                      | Coureur                      | Pays                         | Équipe                       | Temps                        |
| ---------------------------- | ---------------------------- | ---------------------------- | ---------------------------- | ---------------------------- |
| 1er                          | Sam Oomen                    | Pays-Bas                     | Team Sunweb                  | 18 h 57 min 35 s             |
| 2e                           | André Carvalho               | Portugal                     | Liberty Seguros-Carglass     | + 5 min 39 s                 |
| 3e                           | Lennard Kämna                | Allemagne                    | Team Sunweb                  | + 7 min 02 s                 |
| 4e                           | André Crispim                | Portugal                     | Liberty Seguros-Carglass     | + 8 min 57 s                 |
| 5e                           | Xuban Errazkin               | Espagne                      | Vito-Feirense-BlackJack      | + 10 min 33 s                |
| 6e                           | Hugo Nunes                   | Portugal                     | Miranda-Mortágua             | + 10 min 40 s                |
| 7e                           | Jai Hindley                  | Australie                    | Team Sunweb                  | + 10 min 41 s                |
| 8e                           | Gonçalo Carvalho             | Portugal                     | Miranda-Mortágua             | + 12 min 07 s                |
| 9e                           | Jorge Magalhães              | Portugal                     | Miranda-Mortágua             | + 15 min 26 s                |
| 10e                          | Gaspar Gonçalves             | Portugal                     | Liberty Seguros-Carglass     | + 16 min 01 s                |

## Classements UCI
La course attribue le même nombre de points pour l'UCI Europe Tour 2018 et le Classement mondial UCI (pour tous les coureurs).
| Position           | 1er | 2e  | 3e  | 4e  | 5e | 6e | 7e | 8e | 9e | 10e | 11e | 12e | 13e | 14e | 15e | 16e à 30e | 31e à 40e |
| Classement général | 200 | 150 | 125 | 100 | 85 | 70 | 60 | 50 | 40 | 35  | 30  | 25  | 20  | 15  | 10  | 5         | 3         |
| Par étape          | 20  | 10  | 5   |     |    |    |    |    |    |     |     |     |     |     |     |           |           |
| Leader, par étape  | 5   |     |     |     |    |    |    |    |    |     |     |     |     |     |     |           |           |

| Classement | Classement   | Classement | Classement | Classement | Classement | Classement |
| Pos        | Coureur      | Équipe     | Général    | Étape      | Leader     | Total      |
| ---------- | ------------ | ---------- | ---------- | ---------- | ---------- | ---------- |
| 1er        | Pays inconnu |            | 200        |            |            |            |
| 2e         | Pays inconnu |            | 150        |            |            |            |
| 3e         | Pays inconnu |            | 125        |            |            |            |
| 4e         | Pays inconnu |            | 100        |            |            |            |
| 5e         | Pays inconnu |            | 85         |            |            |            |
| 6e         | Pays inconnu |            | 70         |            |            |            |
| 7e         | Pays inconnu |            | 60         |            |            |            |
| 8e         | Pays inconnu |            | 50         |            |            |            |
| 9e         | Pays inconnu |            | 40         |            |            |            |
| 10e        | Pays inconnu |            | 35         |            |            |            |

## Évolution des classements
| Étape            | Vainqueur          | Classement général | Classement de la montagne | Classement par points | Classement du meilleur jeune | Classement par équipes |
| ---------------- | ------------------ | ------------------ | ------------------------- | --------------------- | ---------------------------- | ---------------------- |
| 1                | Dylan Groenewegen  | Dylan Groenewegen  | João Rodrigues            | Dylan Groenewegen     | Sam Oomen                    | Quick-Step Floors      |
| 2                | Michał Kwiatkowski | Geraint Thomas     | Benjamin King             | Michał Kwiatkowski    | Sam Oomen                    | Quick-Step Floors      |
| 3                | Geraint Thomas     | Geraint Thomas     | Benjamin King             | Michał Kwiatkowski    | Sam Oomen                    | Sky                    |
| 4                | Dylan Groenewegen  | Geraint Thomas     | Benjamin King             | Dylan Groenewegen     | Sam Oomen                    | Sky                    |
| 5                | Michał Kwiatkowski | Michał Kwiatkowski | Benjamin King             | Michał Kwiatkowski    | Sam Oomen                    | Sky                    |
| Classement final | Classement final   | Michał Kwiatkowski | Benjamin King             | Michał Kwiatkowski    | Sam Oomen                    | Sky                    |